# حقوق بشر در دبی

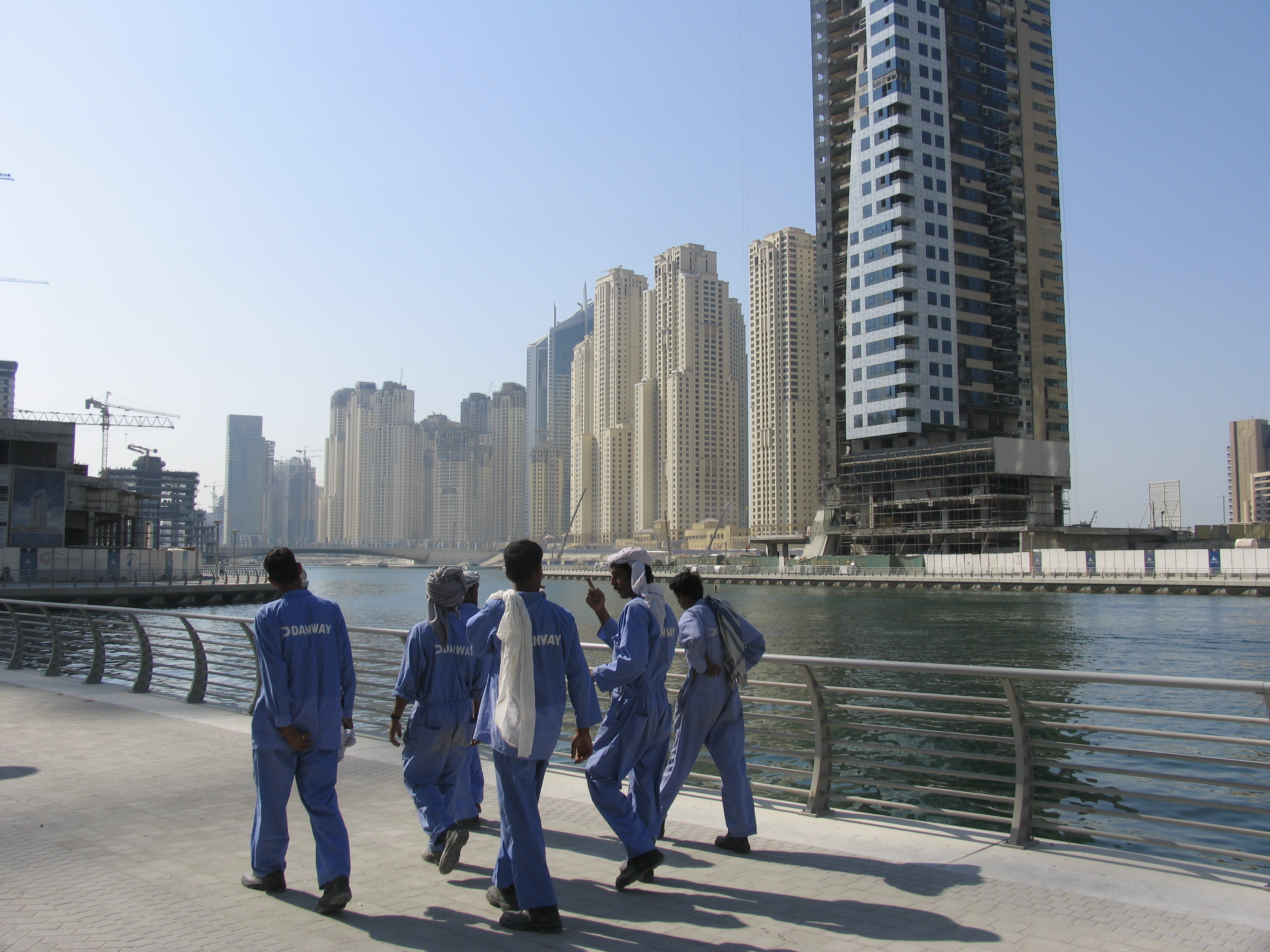
دبی کارگران زیادی از کشورهای خارجی دارد که در پروژه‌های توسعه‌ای املاک و مستغلاتی مانند دبی مارینا کار کرده‌اند.

قوانینی در دبی برای حقوق بشر و بر اساس قانون اساسی و قانون اجرایی وضع شده‌است. در ظاهر و بر اساس ماده ۲۵ قانون اساسی امارات متحده عربی، رفتار عادلانه با همه مردم، صرف نظر از نژاد، ملیت یا موقعیت اجتماعی، تضمین شده است. با این وجود و بنا بر گفته خانه آزادی: «در امارات متحده اشکال افراطی خودسانسوری به‌طور گسترده‌ای اعمال می‌شود، به ویژه در مورد موضوعاتی مانند سیاست محلی، فرهنگ، مذهب، یا هر موضوع دیگری که دولت از نظر سیاسی یا فرهنگی حساس می‌داند. منطقه آزاد رسانه ای دبی (DMFZ)، منطقه ای که در آن رسانه‌های خارجی مطالب چاپی و پخشی را برای مخاطبان خارجی تولید می‌کنند، تنها عرصه‌ای در دبی است که مطبوعات با آزادی نسبی در آن فعالیت می‌کنند.»
سازمان‌های حقوق بشری از نقض حقوق بشر در دبی شکایت کرده‌اند. برخی از ۲۵۰۰۰۰ کارگر خارجی در شهر گفته می‌شود که در شرایطی زندگی می‌کنند که دیده‌بان حقوق بشر آن را با عبارت انگلیسی «less than humane»، به معنایی مشابه با کمتر از شرایط مورد پذیرش انسانی، توصیف کرده‌است. بدرفتاری با کارگران خارجی موضوع مستند سال ۲۰۰۹، بردگان دبی بود.

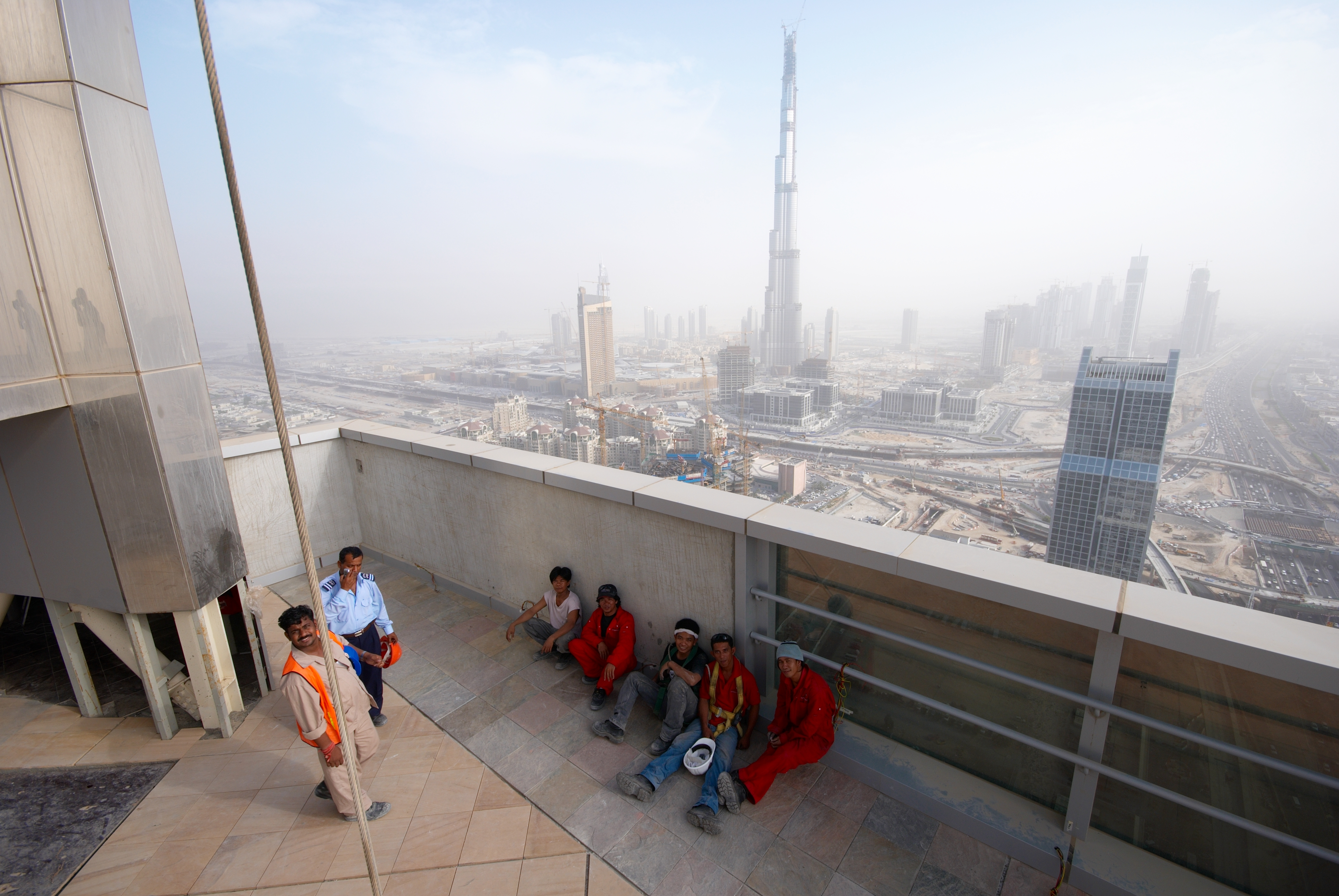
کارگران ساختمانی آسیایی در بالاترین طبقه برج آنگزانا

یک گزارش ان‌پی‌آر در سال ۲۰۰۶ به نقل از بایا سید مبارک، کنسول‌گر هند برای کار و رفاه در دبی، بیان‌داشت: «معجزه اقتصادی شهر دبی بدون ارتش کارگران ساختمانی با دستمزد پایین از شبه قاره هند امکان‌پذیر نمی‌بود». گزارش ان‌پی‌آر بیان می‌کند که کارگران ساختمانی «به صورت ۸ تا ۱۰ نفری در اتاق‌های کارگری زندگی می‌کنند و بسیاری در چرخه فقر و بده‌کاری گیر افتاده‌اند - و وضعیت آنان فرق‌زیادی با وضعیتی پیمانی-کاری که در آن طی چندین سال حقوقی دریافت نمی‌کنند ندارد.»

## آزادی مذاهب
اسلام دین رسمی در دبی است.قوانینی علیه کفرگویی، تبلیغ غیر مسلمانان و گرویدن به اسلام وجود دارد. اما قانون اساسی همچنین آزادی عبادت را تا زمانی که با سیاست‌های عمومی یا اخلاقیات مغایرت نداشته باشد تضمین می‌کند. سیاست بردباری مذهبی به غیر مسلمانان اجازه می‌دهد تا ایمان خود را در یک محل سکونت خصوصی یا عبادتگاه رسمی انجام دهند، یا می‌توانند از دولت تقاضای اعطای زمین و اجازه ساختن یک مؤسسه مذهبی برای برگزاری مراسم مذهبی کنند که البته روند آن ممکن است کندتر از زمان عادی پیش برود.

## آزادی بیان
قانون اساسی امارات متحده عربی آزادی و حقوق همه شهروندان را مشخص می کند. شکنجه، دستگیری و بازداشت خودسرانه را ممنوع می‌کند و از آزادی‌های مدنی، از جمله آزادی بیان و مطبوعات، اجتماعات و انجمن‌های مسالمت‌آمیز، و اعمال ادیان دیگر حمایت می‌کنداما واقعیت چیز دیگری است ، در سال ۲۰۰۷، دولت دبی دو کانال تلویزیونی پاکستان، جئو نیوز و آری دیجیتال نتورک را تعطیل کرد. برنامه‌های سرگرمی آنها، اما نه برنامه‌های خبری و سیاسی، در نهایت اجازه پخش در دبی را گرفتند. وزارت فرهنگ و رسانه دبی، چند ساعت پیش از برنامه‌ریزی برای اجرا در هشتمین جشنواره سالانه تئاتر خلیج، نمایش «Kholkhal» را ممنوع کرد. در حالی که روزنامه نگاران دیگر نمی‌توانند به خاطر انجام وظیفه خود زندانی شوند، اقدامات قانونی دیگری را اما می‌توان علیه آنها انجام داد. تعدادی از اعضای مطبوعات دبی همچنان در فهرست دولتی ممنوعیت انتشار در رسانه‌ها هستند. همچنین گزارش شده‌است که درجه‌ای از خودسانسوری وجود دارد که به دلیل ترس از تحریم‌های دولتی، دربارهٔ موضوعات خاصی که منتقد سیاست‌های دولت، خانواده سلطنتی هستند یا ممکن است به اخلاق سنتی اسلامی توهین کنند، رخ می‌دهد.همچنین امارات متحده عربی اخیراً کمپین گسترده ای را برای خاموش کردن مخالفان راه اندازی کرده است. این سرکوب شامل مجموعه‌ای از دستگیری‌ها، احضارها و اخراج افرادی است که از اقدامات اسرائیل در غزه انتقاد می‌کنند و آشکارا حق آزادی بیان را نقض می‌کنند.از زمان رسمی شدن روابط با اسرائیل در سال 2020، امارات متحده عربی صداهای انتقادی در مورد اقدامات اسرائیل را خفه کرده است، به عنوان مثال، «K.H.» یک تبعه اردنی فلسطینی تبار که به مدت پنج سال در دبی کار می کرد، در 10 آوریل 2024 توسط سرویس امنیت دولتی ابوظبی به دلیل یک پست فیس بوک در محکومیت اسرائیل احضار شد. او به مدت سه روز بدون دسترسی به وکیل بازداشت شد و  مجبور به ترک امارات شد .علاوه بر این، گزارش‌ها حاکی از آن است که سرویس‌های امنیتی امارات کمپین‌های ارعاب در دانشگاه‌ها راه‌اندازی کرده‌اند و دانشگاهیان و فعالان دانشجویی را در صورت سرپیچی از دستورات مبنی بر خودداری از اعتراض علیه اسرائیل تهدید کرده‌اند.

## حقوق کارگران
طبق قوانین فدرال امارات متحده عربی توجه زیادی به تنظیم روابط کار و تعیین حقوق و تعهدات طرفین دارد و از کارفرمایان و کارگران حمایت می کند و حقوق آنها را تضمین می کند.و همچنین پیشبرد و حمایت از حقوق کارگران یک اولویت ملی است.که البته این قوانین در مورد کارگران خارجی صدق نمیکند. طبق اسناد حقوق بشر کارگران مهاجر مجبور به پرداخت هزینه‌های غیرقانونی استخدام هستند، از تبعیض نژادی رنج می‌برند و دستمزدها را از آن ها دریغ می‌کنند و پاسپورت‌هایشان را مصادره می‌کنند.این کارگران عمدتاً از شبه قاره هند و بخش‌هایی از آفریقا هستند که بیش از 90 درصد از کارگران بخش خصوصی امارات را تشکیل می‌دهند.

## حقوق زنان
برابری جنسیتی در امارات متحده عربی از اهمیت بالایی برخوردار است و قانون اساسی امارات حقوق برابر را برای زنان و مردان تضمین می کند.
اما آیا در واقعیت نیز این چنین است ؟
حقوق زنان در امارات متحده عربی اغلب متناقض است. این کشور مقام اول برابری جنسیتی را در خلیج فارس به خود اختصاص داده است، با این حال در جهان در رتبه 49 قرار دارد. این کشور معاهدات بین المللی مترقی در مورد حمایت از زنان را امضا یا تصویب کرده است، اما ساختار لازم برای اعمال تغییرات را ندارد. زنان می توانند رای دهند، رانندگی کنند، دارایی داشته باشند، کار کنند، و تحصیل کنند – با این حال، برخی از این موارد نیاز به تایید قیم دارند.

### قربانیان تجاوز جنسی
قربانیان تجاوز جنسی در دبی در خطر مجازات برای «جرایم» دیگر هستند. در تعداد کمی از موارد، دادگاه‌های امارات متحده عربی زنان را پس از گزارش تجاوز جنسی و اثبات دروغ بودن اتهامات، زندانی کرده‌اند. یک زن بریتانیایی پس از گزارش تجاوز گروهی توسط سه مرد، پس از اعتراف به مصرف الکل بدون مجوز، ۱۰۰۰ درهم جریمه شد. متهمان تجاوز به این زن در حال حاضر ده سال زندان را می‌گذرانند. یک زن انگلیسی دیگر پس از گزارش تجاوز جنسی به مسمومیت عمومی و رابطه جنسی خارج از ازدواج (با نامزدش، نه متهم) متهم شد. در یکی از پرونده‌های نهایی، یک زن ۱۸ ساله اماراتی شکایت خود را مبنی بر تجاوز گروهی در داخل خودرو توسط ۶ مرد هنگامی که با شلاق و مجازات زندان مواجه شد، پس گرفت. ("U.A.E. Woman Withdraws Gang-Rape Claim to Avoid Lashes, Prison Sentence". Bloomberg. 7 June 2010. بلومبرگ ۷ ژوئن 2010.) این زن به دلیل داشتن رابطه جنسی آزادانه خارج از ازدواج با یکی از مردان در یک مناسبت جداگانه یک سال در زندان گذرانده‌است.
در ژوئیه ۲۰۱۳ میلادی یک زن نروژی، Marte Dalelv، تجاوز جنسی را به پلیس گزارش داد و به دلیل «مصرف جنسی و الکل غیرقانونی» محکوم به زندان شد و متعاقباً مورد عفو قرار گرفت. مرکز حقوق بشر امارات نسبت به رفتار دبی با قربانیان تجاوز ابراز نگرانی کرده.

## حقوق دگرباشان جنسی
هر دو قانون فدرال و امارات همجنس‌گرایی و مبدل‌پوشی را غیرمجاز می‌کند. اعدام، حبس ابد، شلاق، جریمه نقدی، تبعید، اخته شیمیایی، درمان‌های روانی اجباری، قتل ناموسی، از انواع مجازات‌ها بوده‌اند. قتل‌های به دلیل حفظ آبرو، ضرب و شتم، معاینه اجباری مقعد، تزریق اجباری هورمون، و شکنج نیز گزارش شده‌اند.

## روسپی‌گری و تن‌فروشی
تن‌فروشی در دبی غیرقانونی است اما همچنان وجود دارد. دبی به عنوان محبوب‌ترین قطب صنعت سکس در امارات شناخته می‌شود. روسپی گری با دلال‌هایی شروع می‌شود که زنان را از نقاط مختلف جهان مانند اروپای شرقی، آسیای مرکزی، آسیای جنوب شرقی، شرق آفریقا، عراق، ایران و مراکش فریب می‌دهند. دلال‌ها به آنها می‌گویند که قرار است خدمتکار شوند و سپس آنها را مجبور به تن‌فروشی می‌کنند. هر خانواده تعداد مشخصی ویزا برای استخدام کارگران خارجی دارد و کارگران خارجی «اضافی» که خانواده به آنها نیاز ندارند به یک مرد میانی فروخته می‌شوند. پس از رسیدن به دبی، پاسپورت زنان گرفته می‌شود. گزارش شده‌است که بیش از ۲۵۰۰۰ روسپی خارجی در کشور وجود دارد. زنان نمی‌توانند اجبار به روسپی‌گری را به پلیس گزارش دهند زیرا به دلیل انجام اعمال جنسی غیرقانونی دستگیر می‌شوند. در برخی موارد، افراد زیر سن قانونی در حلقه‌های روسپی‌گری دخیل هستند. در سال ۲۰۰۷ میلادی یک گزارش خبری گزارش داد که در مجموع ۱۷۰ روسپی به همراه ۱۲ دلال و واسطه جنسی و ۶۵ مشتری که بیشتر آنها از چین بودند، دستگیر شده‌اند.

## ناپدیدشدن‌های قهری-اجباری و شکنجه
امارات از بهار عربی جان به در برد. با این حال، بیش از ۱۰۰ فعال اماراتی به دلیل اینکه به دنبال اصلاحات بودند، زندانی و شکنجه شدند. از سال ۲۰۱۱، دولت امارات به‌طور فزاینده ای ناپدید شدن‌های قهری-اجباری را انجام داده‌است. بسیاری از اتباع خارجی و شهروندان اماراتی توسط دولت دستگیر و ربوده شده‌اند، دولت امارات نگهداری این افراد (برای پنهان کردن محل نگهداری آنها) را تکذیب می‌کند و این افراد را خارج از حمایت قانون قرار می‌دهد. به گفته دیده‌بان حقوق بشر، گزارش‌های ناپدید شدن اجباری و شکنجه در امارات متحده عربی بسیار نگران کننده است.